# 1771
| [ Edytuj tabelę ]              | |
| Król Polski                    | - 1764 Stanisław August Poniatowski 1795 |
| Emir Afganistanu               | - 1747 Ahmed Szah Abdali (padyszach) 1772                                                                                                   |
| Współksiążęta Andory           | - 1763 Francesc Fernández de Xátiva y Contreras 1771 - 1771 Joaquín de Santiyán y Valdivielso 1779 - 1715 Ludwik XV 1774                    |
| Elektor Bawarii                | - 1745 Maksymilian III Józef 1777 |
| Sułtan Brunei                  | - 1762 Omar Ali Saifuddin I 1795 |
| Cesarz Chin                    | - 1735 Qianlong 1796 |
| Król Czech                     | - 1743 Maria Teresa 1780 |
| Król Danii                     | - 1766 Chrystian VII 1808 |
| Dalajlama                      | - 1758 Jamphel Gjaco 1804 |
| Król Francji                   | - 1715 Ludwik XV 1774 |
| Król Gruzji                    | - 1762 Herakliusz II 1798 |
| Król Hiszpanii                 | - 1759 Karol III 1788 |
| Landgraf Hesji-Kassel          | - 1760 Fryderyk II Heski 1785 |
| Stadhouder Holandii            | - 1751 Wilhelm V Orański 1795 |
| Szach Iranu                    | - 1750 Karim Chan 1779 |
| Państwo Wielkich Mogołów       | - 1759 Shah Alam II 1806 |
| Król Irlandii                  | - 1760 Jerzy III Hanowerski 1820 |
| Cesarz Japonii                 | - 1770 Go-Momozono 1779 |
| Kalif                          | - 1757 Mustafa III 1773 |
| Patriarcha Konstantynopola     | - 1769 Teodozjusz I 1773 |
| Władca Korei                   | - 1724 Yŏngjo 1776 |
| Książę Kurlandii i Semigalii   | - 1769 Piotr Biron 1795 |
| Emir Kuwejtu                   | - 1762 Abd Allah I 1814 |
| Książę Liechtensteinu          | - 1748 Józef Wacław 1772 |
| Sułtan Maroka                  | - 1757 Muhammad III 1790 |
| Książę Monako                  | - 1733 Honoriusz III 1793 |
| Król Nawarry                   | - 1710 Ludwik XV 1774 |
| Król Nepalu                    | - 1768 Prithvi Narayan 1775 |
| Król Norwegii                  | - 1766 Chrystian VII 1784 |
| Sułtan Omanu                   | - 1749 Ahmad ibn Sa’id 1783 |
| Elektor Palatynatu             | - 1742 Karol IV Teodor 1799 |
| Papież                         | - 1769 Klemens XIV 1774 |
| Książę Parmy i Piacenzy        | - 1765 Ferdynand 1802 |
| Król Portugalii                | - 1750 Józef 1777 |
| Król w Prusach                 | - 1740 Fryderyk II Wielki 1772 |
| Car Rosji                      | - 1762 Katarzyna II Wielka 1796 |
| Cesarz Rzymski (niemiecki)     | - 1765 Józef II Habsburg 1790 |
| Kapitanowie Regenci San Marino | - 1770 Giuseppe Giannini Antonio Capicchioni 1771 - 1771 Giambattista Angeli Filippo Fazzini 1771 - 1771 Giuliano Gozi Angelo Ortolani 1772 |
| Elektor Saksonii               | - 1763 Fryderyk August III 1806 |
| Król Sardynii                  | - 1730 Karol Emanuel III 1773 |
| Król Szwecji                   | - 1751 Adolf Fryderyk 1771 - 1771 Gustaw III 1792                                                                                           |
| Król Tajlandii                 | - 1769 Taksin 1782 |
| Sułtan Turków                  | - 1757 Mustafa III 1774 |
| Doża Wenecji                   | - 1763 Alvise Giovanni Mocenigo 1779 |
| Król Węgier                    | - 1740 Maria Teresa 1780 |
| Monarcha Wielkiej Brytanii     | - 1760 Jerzy III 1820 |
| Premier Wielkiej Brytanii      | - 1770 Lord North 1782 |

Rok 1771 / MDCCLXXI
stulecia: XVII wiek ~
XVIII wiek ~
XIX wiek

lata: 1761 «
1766 «
1767 «
1768 «
1769 «
1770 «
1771
» 1772
» 1773
» 1774
» 1775
» 1776
» 1781

## Wydarzenia w Polsce
- Styczeń – Częstochowa obroniona przed atakiem wojsk rosyjskich.
- 13 lutego – będąca w zaawansowanej ciąży 17-letnia Gertruda z Komorowskich Potocka, pierwsza żona Stanisława Szczęsnego Potockiego, została napadnięta i zamordowana na drodze koło Sielca Bełskiego przez nadwornych kozaków jej nieaprobującego małżeństwa teścia Franciszka Salezego Potockiego.
- 20 lutego – konfederacja barska: konfederaci odnieśli zwycięstwo w bitwie o Lanckoronę.
- 1 marca – konfederacja barska: stoczono bitwę pod Rachowem.
- Kwiecień – do Rzeczypospolitej przybył nowy ambasador rosyjski, Kasper Saldern.
- 16 maja – król Stanisław August Poniatowski zawarł układ na mocy którego dowódca wojsk rosyjskich w Polsce gen. Iwan Weymarn i Franciszek Ksawery Branicki, na czele królewskich pułków nadwornych i części gwardii mieli wspólnie toczyć walki z konfederatami barskimi. Pieniądze na ten cel król otrzymał od ambasadora rosyjskiego Kaspra von Salderna.
- 17 maja – pożar strawił doszczętnie zabudowę Kalisza Pomorskiego.
- 21 maja – konfederacja barska: stoczono bitwę pod Lanckoroną.
- 23 maja – konfederacja barska: stoczono bitwy: pod Lanckoroną i o wzgórze Groby.
- 23 czerwca – konfederacja barska: konfederaci barscy rozbili wojska królewskie w bitwie pod Widawą.
- 25 czerwca – konfederacja barska: klęska konfederatów barskich w bitwie pod Charchwiem i Charchówkiem.
- 6 września – konfederacja barska: bitwa pod Antopolem.
- 23 września – konfederacja barska: zwycięstwo Rosjan w bitwie pod Stołowiczami.
- 3 listopada – Warszawa: konfederaci barscy porwali Stanisława Augusta Poniatowskiego. W porwaniu króla brał udział wysłannik papieża Angelo Durini[1].

## Wydarzenia na świecie
- 22 stycznia – Hiszpania oddała Falklandy na rzecz Wielkiej Brytanii.
- 12 lutego – Gustaw III wstąpił na tron Szwecji po tym, jak jego ojciec Adolf Fryderyk przejadł się na śmierć.
- 1 maja – Yves Joseph de Kerguelen-Trémarec wypłynął z Francji w pierwszą wyprawę w poszukiwaniu hipotetycznego Lądu Południowego.
- Lipiec – Austria zawarła sojusz z Turcją.
- 14 lipca – w Kalifornii została założona misja świętego Antoniego z Padwy.
- 15 września – wybuchło powstanie moskiewskie wywołane radykalnymi działaniami władz w celu zwalczenia epidemii dżumy.
- 9 października – holenderski żaglowiec „Vrouw Maria” zatonął u wybrzeży Finlandii.
- 17 października – w Mediolanie odbyła się premiera opery Askaniusz w Albie Wolfganga Amadeusa Mozarta.

- Wietnam: wybuchło powstanie Taysonów.
- Wybuch epidemii w Moskwie, zmarło około 57 tys. osób.
- Większość Kałmuków powróciło do Dżungarii

## Urodzili się
- 1 stycznia – Georges Cadoudal, francuski przywódca szuanów (zm. 1804)
- 22 stycznia - James Fenner, amerykański prawnik, polityk, senator ze stanu Rhode Island (zm. 1846)
- 14 marca – Józef Chłopicki, generał, uczestnik między innymi powstania kościuszkowskiego, wojen napoleońskich i powstania listopadowego (zm. 1854)
- 13 kwietnia
  - Aleksandra Grabowska, polska szlachcianka (zm. 1798)
  - Richard Trevithick, brytyjski inżynier i wynalazca, mechanik i konstruktor, pionier kolei (zm. 1833)
- 16 kwietnia - Józef Dominik Kossakowski, polski pułkownik, łowczy wielki litewski, poseł na Sejm Czteroletni, uczestnik konfederacji targowickiej (zm. 1840)
- 14 maja – Robert Owen
- 1 czerwca – Ferdinando Paër, włoski kompozytor (zm. 1839)
- 4 lipca – Jan Leon Kozietulski, polski wojskowy, pułkownik wojsk polskich (zm. 1821)
- 15 sierpnia – Walter Scott, szkocki powieściopisarz i poeta (zm. 1832)
- 5 września – Karol Ludwik Habsburg, arcyksiążę austriacki, książę cieszyński (zm. 1847)
- 22 października - Karl Aulock, niemiecki duchowny katolicki, biskup pomocniczy wrocławski (zm. 1830)
- 23 listopada - Karol Fryderyk Woyda, polski polityk, prezydent Warszawy (zm. 1845)
- 26 grudnia - Julia Clary-Bonaparte, królowa Neapolu i Hiszpanii (zm. 1845)
- 31 grudnia – Kajetan Koźmian, polski poeta, krytyk literacki i teatralny, publicysta, pamiętnikarz (zm. 1856)

- data dzienna nieznana: 
  - August Bécu, polski lekarz, ojczym Juliusza Słowackiego (zm. 1824)

## Zmarli
- 5 maja – Jan Wojciech Ziemnicki, opat cystersów w Jędrzejowie (ur. ?)
- 20 czerwca - Jean Lamour, francuski kowal i ślusarz (ur. 1698)
- 30 lipca – Thomas Gray, angielski poeta (ur. 1716)
- 26 października – Claude Adrien Helvétius, francuski filozof i literat, jeden z twórców Wielkiej Encyklopedii Francuskiej (ur. 1715)
- 13 listopada – Konrad Ernst Ackermann, niemiecki aktor (ur. 1712)
- 23 grudnia – Maria Małgorzata d’Youville, założycielka Sióstr Miłosierdzia z Monteralu, święta katolicka (ur. 1701)

- data dzienna nieznana: 
  - Johann Andreas Papirus, poszukiwacz skarbów tatrzańskich

## Święta ruchome
- Tłusty czwartek: 7 lutego
- Ostatki: 12 lutego
- Popielec: 13 lutego
- Niedziela Palmowa: 24 marca
- Wielki Czwartek: 28 marca
- Wielki Piątek: 29 marca
- Wielka Sobota: 30 marca
- Wielkanoc: 31 marca
- Poniedziałek Wielkanocny: 1 kwietnia
- Wniebowstąpienie Pańskie: 9 maja
- Zesłanie Ducha Świętego: 19 maja
- Boże Ciało: 30 maja